# Forster (Familienname)
Forster ist ein Familienname.

## Namensträger

### A
- Agnes Forster († 1484), englische Politikergattin und Philanthropin
- Albert Forster (1902–1952), deutscher Gauleiter
- Amy Forster (1965–2017), deutschsprachige Schriftstellerin, siehe Isabel Beto
- Anna-Lena Forster (* 1995), deutsche Monoskibobfahrerin

### B
- Balduin Forster (1920–1999), deutscher Rechtsmediziner
- Beat Forster (* 1983), Schweizer Eishockeyspieler
- Brian Forster (* 1960), US-amerikanischer Schauspieler

### C
- Carl Ludwig Forster (1788–1877), deutscher Kattunfabrikant
- Carl-Peter Forster (* 1954), deutscher Manager
- Cornelia Forster (1906–1990), Schweizer Künstlerin und Kunsthandwerkerin
- Charles Forster (Geistlicher) (1787–1871), irischer Geistlicher und Schriftsteller
- Charles Forster (Politiker) (1815–1891), britischer Politiker
- Charles Smith Forster (1786–1850), britischer Bankier und Politiker
- Charles Farrar Forster (1848–1894), britischer Geistlicher
- Charles French Blake-Forster (1851–1874), irischer Schriftsteller
- Clive Forster Cooper (1880–1947), britischer Paläontologe

### D
- Dieter Forster (* 1942), deutscher Tischtennisspieler

### E
- E. M. Forster (Edward Morgan Forster; 1879–1970), britischer Erzähler
- Edeltraud Forster (1922–2019), deutsche Ordensfrau, Äbtissin von Eibingen
- Edgar Forster (Mediziner) (1890–1975), deutscher Generalarzt
- Edgar Forster (Unternehmer) (* 1944), deutscher Unternehmer, Autor und Politiker
- Edmund Forster (1878–1933), deutscher Neurologe und Psychiater
- Eduard Forster (1811–1872), deutscher Kaufmann und Politiker
- Edward Forster (Bankier) der Ältere (1730–1812), britischer Bankier
- Edward Forster (Botaniker) der Jüngere (1765–1849), britischer Bankier und Botaniker
- Edward Morgan Forster (1879–1970), englischer Erzähler, siehe E. M. Forster
- Edward Morgan Llewellyn Forster (1847–1880), britischer Architekt
- Ellen Brandt-Forster (1866–1921), österreichische Opernsängerin (Sopran)
- Emil Forster (1898–1980), Schweizer Mechaniker und Unternehmensgründer
- Erika Forster-Vannini (* 1944), Schweizer Politikerin
- Ernst Forster (1887–1959), Schweizer Arzt und Verbandsfunktionär
- Erwin Forster (* 1960), deutscher Eishockeyspieler

### F
- François Forster (1790–1872), schweizerisch-französischer Kupferstecher
- Frank Forster (1931–2006), deutscher Sänger, Schauspieler und Maler
- Franz Forster (1896–1993), österreichischer Bildhauer
- Fraser Forster (* 1988), englischer Fußballspieler
- Friedrich Forster (Waldfried Burggraf; 1895–1958), deutscher Schriftsteller
- Frobenius Forster (1709–1791), deutscher Philosoph, Historiker und Pädagoge

### G
- Gela Forster (1893–1957), deutsche Bildhauerin
- Georg Forster (Komponist) (um 1510–1568), deutscher Komponist
- Georg Forster (Georg Förster; 1667–1726), deutscher Jurist, Hof- und Regierungsrat, siehe Georg von Forstern
- Georg Forster (1754–1794), deutscher Naturforscher und Ethnologe
- Georg Forster (Politiker) (1881–1945), Schweizer Ökonom und Politiker (SP)
- Georg Friedrich von Forster (1775–1857), deutscher Politiker
- George Forster (1817–1896), deutsch-amerikanischer Maler
- Gerd Forster (* 1935), deutscher Schriftsteller
- Gerhard Forster (* 1940/1941), deutscher Jurist und Leiter des Bayerischen Landesamts für Verfassungsschutz von 1994 bis 2001
- Gisela Forster (* 1946), deutsche Geistliche

### H
- Hannah Forster (Schriftstellerin) (1758–1840), amerikanische Schriftstellerin
- Hannah Forster (Politikerin) (1893–1966), gambische Unternehmerin und Politikerin
- Hannah Forster (Menschenrechtlerin) (* Ende der 1950er Jahre), gambische Menschenrechtlerin
- Hannah Forster (Fußballspielerin) (* 1991), britische Fußballspielerin
- Hanna Weis-Forster (1903–1997), deutsche Malerin und Illustratorin
- Hannes Forster (Künstler) (* 1955), deutscher Künstler
- Hannes Forster (Fußballspieler) (* 1980), österreichischer Fußballspieler
- Hans Forster (Maler) (1917–1994), Schweizer Maler
- Hans Forster (Journalist) (1918–1996), Schweizer Journalist
- Hans Forster (Politiker) (* 1956), deutscher Politiker (SPD)
- Heidy Forster (1931–2023), schweizerisch-deutsche Schauspielerin
- Heinrich Forster (1897–1955), deutscher SS-Hauptsturmführer
- Helene von Forster (1859–1923), deutsche Frauenrechtlerin und Schriftstellerin
- Henry Forster, 1. Baron Forster (1866–1936), britischer Politiker und Kolonialgouverneur
- Henry Forster (* 1966), deutscher Manager
- Hermann Forster (Unternehmer) (1923–2001), Schweizer Mechaniker und Unternehmensgründer
- Hermann Forster (Richter) (1927–2015), deutscher Richter
- Hilde Forster (1924–1991), österreichische Schriftstellerin

### I
- Ilse Forster  (1922–?),  deutsche SS-Aufseherin im KZ Bergen-Belsen
- Isaac Forster (1903–1984), senegalesischer Jurist

### J
- Jake Forster-Caskey (* 1994), englischer Fußballspieler
- Jakob Rudolf Forster (1853–1926), erster Aktivist in der Schweiz für die Rechte der Homosexuellen
- Jan Forster (* 1958), deutscher Zauberkünstler und Mentalist
- Johann Forster (Theologe) (1496–1556), deutscher Theologe
- Johann Forster (Landrat) (1833–1900), deutscher Landrat und Richter
- Johann Georg von Forster (1784–1851), deutscher Ministerialbeamter
- Johann Georg Adam Forster (1754–1794), deutscher Naturforscher und Ethnologe, siehe Georg Forster
- Johann Reinhold Forster (1729–1798), deutscher Zoologe und Entdecker
- John Forster (Schriftsteller) (1812–1876), englischer Schriftsteller
- John Forster, Pseudonym von Joachim Fernau (1909–1988), deutscher Schriftsteller
- John R. Forster († 1977), gambischer Beamter und Politiker
- Johannes Forster (* 1950), deutscher Pädiater
- Jordon Forster (* 1993), schottischer Fußballspieler
- Josef Forster (Komponist) (1838–1917), österreichischer Komponist
- Josef Forster (Mediziner) (1844–1910), deutscher Mediziner, Hygieniker und Physiologe
- Josef Forster (Fabrikant) (1863–1945), deutscher Fabrikant und Kommerzienrat
- Josef Forster (Gewerkschafter) (1876–1961), deutscher kommunistischer Gewerkschaftsfunktionär und Verfolgter des NS-Regimes
- Joseph Forster (Landrat) (1881–1947), deutscher Landrat im Landkreis Gemünden am Main
- Julius Forster (* 1993), deutscher Schauspieler

### K
- Karl Forster (Komponist) (1904–1963), deutscher Komponist und Domkapellmeister
- Karl Forster (Theologe) (1928–1981), deutscher Theologe
- Karl-Heinz Forster (1927–2015), deutscher Wirtschaftswissenschaftler und Manager
- Karlheinz Forster (1931–2022), deutscher Politiker (SPD)
- Klaus Forster (1931–2018), deutscher Brigadegeneral, Abteilungsleiter des Bundesnachrichtendienstes
- Konrad Forster (Buchbinder) (um 1400–um 1460), deutscher Dominikaner und Buchbinder
- Konrad Forster (Politiker) (1814–1878), deutscher Politiker, MdL Bayern
- Konrad Forster-Willi (1870–1946), Schweizer Fabrikant
- Kurt W. Forster (1935–2024), Schweizer Kunsthistoriker

### L
- Lars Forster (* 1993), Schweizer Mountainbikesportler
- Leonard Wilson Forster (1913–1997), britischer Germanist
- Lothar C. Forster (1933–1990), deutscher Bildhauer
- Ludwig Forster (1868–1937), deutscher Politiker (Zentrum)

### M
- Marc Forster (* 1969), schweizerisch-deutscher Filmregisseur und Drehbuchautor
- Marc R. Forster (* 1959), US-amerikanischer Historiker
- Margaret Forster (1938–2016), britische Schriftstellerin
- Marie Therese Forster (1786–1862), deutsche Erzieherin und Herausgeberin
- Mark Forster (* 1983), deutscher Sänger und Songwriter
- Markus Forster (Sänger), österreichischer Sänger (Countertenor)
- Markus Forster (Fußballspieler) (* 1972), österreichischer Fußballspieler
- Markus Forster (Triathlet) (* 1975), deutscher Triathlet
- Martin Forster, Geburtsname von Sugar B. (* 1967), österreichischer Musiker und Schauspieler
- Martin Onslow Forster (1872–1945), britischer Chemiker
- Matthias Forster (* 1985), deutscher Eishockeyspieler
- Max Forster (* 1934), Schweizer Bobsportler
- Maximilian Forster (* 1990), deutscher Eishockeyspieler
- Maya Forster (* 1977), Schweizer Schauspielerin und Sängerin
- Melanie Forster (* 1978), Schweizer Architektin
- Meret Forster (* 1975), deutsche Musikredakteurin
- Michael Forster (* 1967), deutscher Politiker (CDU)
- Michael Neil Forster (* 1957), US-amerikanischer Philosoph

### N
- Nico Forster (1962–2010), deutscher Manager
- Nicola Forster (* 1985), Schweizer Politiker und Unternehmer

### O
- Oliver Forster (Diplomat) (1925–1999), britischer Diplomat, Regierungsbeamter und Botschafter
- Oliver Forster (* 1968), deutscher Sportkommentator
- Otto Forster (* 1937), deutscher Mathematiker

### P
- Paul Forster (1915–1982), Schweizer Organist und Chorleiter
- Paul Irwin Forster (* 1961), US-amerikanischer Botaniker
- Peter Forster (Schauspieler) (1920–1982), britischer Schauspieler
- Peter Forster (Journalist) (* 1946), Schweizer Journalist
- Peter Forster (Genetiker) (* 1967), deutsch-britischer Genetiker
- Peter Forster (Kunsthistoriker) (* 1968), deutscher Kunsthistoriker
- Peter R. Forster (* 1950), britischer Geistlicher
- Piers Forster, britischer Klimaforscher und Hochschullehrer

### R
- Ralf Forster, Deckname von Harry Schmitt (1919–1999), deutscher Parteifunktionär (KPD, DKP)
- Ralf Forster (Fußballspieler) (1961–2020), deutscher Fußballspieler
- Richard Forster (Fotograf) (* 1940), Schweizer Fotograf
- Richard Forster (Schachspieler) (* 1975), Schweizer Schachspieler und -historiker
- Robert Forster (Schauspieler) (1941–2019), US-amerikanischer Schauspieler
- Robert Forster (Musiker) (* 1957), australischer Musiker
- Robert Forster-Larrinaga (1879–1932), deutscher Schauspieler, Regisseur, Schriftsteller und Musiker
- Rudolf Forster (1884–1968), österreichischer Schauspieler

### S
- Samuel John Forster (Politiker, 1841) (Samuel John Forster, Sr.; 1841–1906), westafrikanischer Händler und Politiker
- Samuel John Forster (Politiker, 1873) (Samuel John Forster, Jr.; 1873–1940), westafrikanischer Anwalt und Politiker
- Samuel John Forster (Richter) (1912–nach 1970), gambischer Richter und Fußballfunktionär
- Sandra Forster (* 1974), deutsche Gastronomin, Kochbuchautorin und Social Entrepreneurin
- Sarah Forster (* 1993), Schweizer Eishockeyspielerin
- Stefan Forster (Architekt) (* 1958), deutscher Architekt
- Stefan Forster (Ruderer) (* 1971), deutscher Ruderer
- Stuart Forster (* 1969), neuseeländischer Rugby-Union-Spieler
- Susanne Forster (1941–2023), bayerische Anglistin, Künstlerin und Puppenspielerin

### T
- Therese Forster (1764–1829), deutsche Schriftstellerin, Übersetzerin und Redakteurin, siehe Therese Huber
- Therese Forster (1786–1862), deutsche Erzieherin und Herausgeberin, siehe Marie Therese Forster
- Thomas Burton Watkin Forster (um 1825–um 1880), englischer Maler
- Thomas Furley Forster (auch Thomas Furly Forster; 1761–1825), englischer Botaniker
- Thomas Ignatius Maria Forster (1789–1860), englischer Naturforscher
- Tobias Forster (Designer) (* 1943), Schweizer Modedesigner und Unternehmer, siehe Forster Rohner #Auszeichnungen und Nominierungen
- Tobias Forster (Pianist) (* 1973), deutscher Pianist und Komponist
- Tommy Forster (1894–1955), englischer Fußballspieler
- Toni Forster (* 1957), deutscher Eishockeyspieler

### U
- Ueli Forster (* 1939), Schweizer Textilunternehmer

### V
- Valentin Forster (1530–1608), deutscher Jurist
- Valentin Wilhelm Forster (1574–1620), deutscher Jurist
- Viktória Forster (* 2002), slowakische Leichtathletin

### W
- Walter Forster (Drehbuchautor) (1900–1968), österreichischer Drehbuchautor
- Walter Forster (Entomologe) (1910–1986), deutscher Zoologe und Schmetterlingskundler
- Walter von Forster (1915–2002), deutscher Komponist
- Walter Forster (Schauspieler) (1917–1996), brasilianischer Schauspieler und Moderator
- Werner Forster (1939–2015), deutscher Konzertveranstalter
- Wilhelm Emanuel Forster, deutscher Mediziner
- William Forster (Instrumentenbauer) (1764–1824), britischer Instrumentenbauer
- William Forster (Politiker, 1818) (1818–1882), australischer Politiker
- William Forster, Pseudonym von Marie von Felseneck (1847–1926), deutsche Schriftstellerin
- William Arnold-Forster (William Edward Arnold-Forster; 1886–1951), britischer Marineoffizier, Künstler und Politiker
- William Edward Forster (1818–1886), britischer Politiker (Liberal Party)
- Winnie Forster (* 1969), deutscher Publizist
- Wolfgang Forster (* 1966), deutscher Jurist und Hochschullehrer

### Y
- Yvonne Forster (* 1990), deutsche Schauspielerin und Musicaldarstellerin

### Z
- Zdenko von Forster zu Philippsberg (1860–1922), böhmisch-österreichischer Politiker